# Haleakalā Visitor Center
La Haleakalā Visitor Center est un office de tourisme dans le comté de Maui, à Hawaï, un État américain de l'océan Pacifique. Situé à 2 969 mètres d'altitude en surplomb du cratère Haleakalā, au sein du parc national de Haleakalā, il a été construit en 1936 dans le style rustique du National Park Service selon les plans de l'architecte Merel Sager.